# Награда Емпајер за најбољег британског режисера
Награда Емпајер за најбољег британског режисера једна је од Награда Емпајер коју је додељивао британски филмски часопис Емпајер најбољем британском режисеру из претходне године. Редовно је додељивана између 1997. и 2001. године, а после тога је била поново враћена још једном приликом, на додели награда 2005. Победника су бирали читаоци часописа.

## Добитници и номинације

### Деведесете године 20. века
| Година         | Глумац                                     | Филм |
| -------------- | ------------------------------------------ | ---- |
| 1997           |                                            |      |
| Дени Бојл      | Трејнспотинг                               |      |
| 1998           |                                            |      |
| Ентони Мингела | Енглески пацијент                          |      |
| 1999           |                                            |      |
| Питер Хауит    | Волим, не волим                            |      |
| Гај Ричи       | Две чађаве двоцевке                        |      |
| Кен Лоуч       | Зовем се Џо                                |      |
| Ник Хем        | Марта - упознај Френка, Данијела и Лоренса |      |
| Шејн Медоус    | 24/7                                       |      |

### Двехиљадите
| Година                | Режисер            | Филм |
| --------------------- | ------------------ | ---- |
| 2000                  |                    |      |
| Роџер Мичел           | Ја у љубав верујем |      |
| 2001                  |                    |      |
| Гај Ричи              | Снеч               |      |
| Ник Парк и Питер Лорд | Кокошке у бекству  |      |
| Ридли Скот            | Гладијатор         |      |
| Сем Мендиз            | Америчка лепота    |      |
| Стивен Долдри         | Били Елиот         |      |
| 2005                  |                    |      |
| Метју Вон             | У вртлогу злочина  |      |
| Едгар Рајт            | Шон живих мртваца  |      |
| Пол Гринграс          | Борнова надмоћ     |      |
| Роџер Мичел           | Неуништива љубав   |      |
| Шејн Медоус           | Покојникове ципеле |      |